# Астафьева, Ольга Вячеславовна
Ольга Вячеславовна Астафьева (15 ноября 1977) — российская футболистка, полузащитница. Мастер спорта России.

## Биография
Воспитанница сергиево-посадского футбола, тренер — Александр Юрьевич Червяков. В 1994 году вместе с тренером и группой игроков из Сергиева Посада перешла в «Волжанку» (Чебоксары), игравшую в высшей лиге. Провела в клубе три сезона до его расформирования в начале 1997 года, стала лучшим снайпером команды в сезоне 1994 года (7 голов).
С 2003 года играла в высшей лиге за «Надежду» (Ногинск), «Россиянку» (Красноармейск), «Приалит» (Реутов), «СКА-Ростов-на-Дону». В конце карьеры провела два сезона в воронежской «Энергии», становилась бронзовым (2009) и серебряным (2010) призёром чемпионата России.
Окончила тренерский факультет МГАФК. По состоянию на конец 2010-х годов работала детским тренером в Сергиевом Посаде.

## Достижения
Серебряный призёр (1)
Чемпионата России (1): 2010
Бронзовый призёр (4)
Чемпионата России (3): 1997, 2005, 2009
Чемпионата Украины (1): 2002